# Alphabets
Alphabets (sous-titré Cent soixante-seize onzains hétérogrammatiques) est un recueil de poèmes de Georges Perec paru en 1976 aux Éditions Galilée.

## Description
Ce recueil contient 1936 vers hétérogrammatiques, c'est-à-dire que chacun d'eux ne répète aucune de ses lettres.
Ils sont organisés en 176 poèmes de 11 vers chacun.
Chaque poème est composé à partir des 10 lettres les plus fréquentes de l'alphabet (E, S, A, R, T, I, N, U, L, O), plus une (et une seule) des 16 lettres restantes (B, C, D, etc.)
Il y a 11 poèmes en B, 11 poèmes en C, et ainsi de suite, soit au total 16 suites de 11 poèmes.

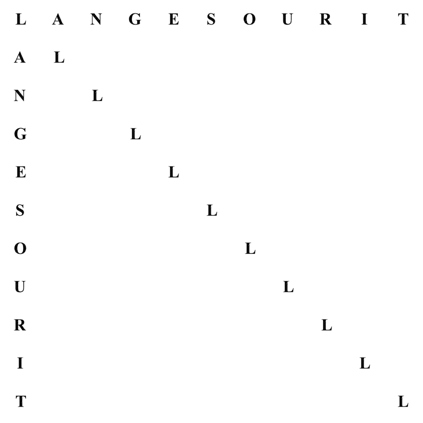
Description des contraintes utilisées par Georges Perec lors de la rédaction du poème n° 43 du recueil "Alphabets"

Certains poèmes intègrent des contraintes supplémentaires :
- Un acrostiche (7 poèmes : n° 28, 41, 42, 43, 45, 106 et 108). Ces acrostiches ne renvoient pas, comme il est habituel à un hors-texte, tel que le nom de l’auteur ou du dédicataire. Ils sont orthogonaux et déploient perpendiculairement le même énoncé.
- Une diagonale descendante, tantôt à droite, tantôt à gauche (8 poèmes : n° 24, 26, 41, 42, 43, 45, 106 et 108).
- Ces deux contraintes sont donc présentes en même temps dans 6 poèmes (n° 41, 42, 43, 45, 106 et 108).

Seuls deux poèmes sont rimés : les n° 78 et 123. (Les n° 50, 125 et 162 sont rimés au début, en ce sens qu’ils commencent par la même lettre).
Les suites de poèmes sont présentées en séquences par groupes de 3 ou 4 lettres, en suivant l’ordre des consonnes de l’alphabet.
Chaque poème occupe une page, avec une double typographie : d'une part la visualisation de la contrainte hétérogrammatique, d'autre part le texte, respectant la contrainte linguistique. La disposition de ces deux éléments sur la page est elle-même issue de règles permutationnelles.

## Analyse
Perec a écrit peu de poésie. Et toujours sous l'emprise de fortes contraintes. Il s'en est expliqué : « Je n’envisage pas pour l’instant d’écrire de poésie autrement qu’en m’imposant de telles contraintes. […] L’intense difficulté que pose ce genre de production et la patience qu’il faut parvenir à aligner, par exemple, onze « vers » de onze lettres chacun ne me semblent rien comparées à la terreur que serait pour moi d’écrire « de la poésie » librement ». C'est au risque de n'être pas compris des lecteurs : « Dans Alphabets, les lecteurs n’ont pratiquement jamais lu les poèmes comme des poèmes, comme des comptines, mais comme des exploits, et ça, c’est très gênant ». La critique s'est elle aussi focalisée sur la structure, quitte à ne pas cacher son admiration pour la forme plus que pour le fond : « Ce ne sont pas les réussites ponctuelles dans la mise en mots qui font l’intérêt véritable d’Alphabets, mais les multiples dispositifs imbriqués qui à la fois génèrent et organisent textes et volume ».
Même si l'impression générale demeure d'une relative obscurité et d'une approche difficile, une étude critique du contenu des poèmes reste à faire.

### Éditions
- Édition originale : Paris, Galilée, 1976, avec 22 illustrations en noir et blanc de Dado.  (ISBN 2-7186-0051-9)
- Réimpression : Paris, Galilée, 1985, 23 illustrations et noir et blanc et 14 illustrations couleur de Dado. Bien que différente, cette édition a gardé le même ISBN.

### Articles critiques
- Bernard Magné, Quelques considérations sur les poèmes hétérogrammatiques de Georges Perec, dans Cahiers Georges Perec n° 5, Ed du Limon, 1992,  (ISBN 2-907224-21-2).
- Mireille Ribière, Alphabets : de l'exhibitionnisme en littérature, dans Cahiers Georges Perec I, Colloque de Cerisy (juillet 1984), P.O.L, 1985,  (ISBN 2-86744-045-9).
- Mireille Ribière, Alphabets déchiffré, dans Cahiers Georges Perec n° 5, Ed du Limon, 1992,  (ISBN 2-907224-21-2).